# Geolyces sylvana
Geolyces sylvana là một loài bướm đêm trong họ Geometridae.